# نمادهای صلح

نماد طراحی شده برای جنبش خلع سلاح هسته‌ای بریتانیا در سال ۱۹۵۸ که اکنون به‌طور گسترده به عنوان «نماد صلح» شناخته می‌شود.

تعدادی از نمادهای صلح به طرق مختلف در فرهنگ‌ها و زمینه‌های مختلف مورد استفاده قرار گرفته‌اند. مسیحیان اولیه از کبوتر و شاخه زیتون به‌طور نمادین استفاده می‌کردند ولی در نهایت پس از انتشار اثر چاپ سنگی کبوتری پابلو پیکاسو بعد از جنگ حهانی دوم در دهه ۱۹۵۰ به یک نماد صلح سکولار تبدیل و رایج شد. در دهه ۱۹۵۰، «علامت صلح» همان‌طور که امروزه شناخته می‌شود (همچنین به عنوان «صلح و عشق» نیز شناخته می‌شود)، توسط جرالد هلتم به عنوان لوگوی کمپین بریتانیایی برای خلع سلاح هسته ای (CND) طراحی شد. گروهی که در خط مقدم جنبش صلح در بریتانیا قرار داشت و توسط فعالان ضد جنگ و ضد فرهنگ در ایالات متحده و جاهای دیگر پذیرفته شد.
همچنین نماد دست V و پرچم صلح نیز جزء نمادهای صلح بین‌المللی شناخته می‌شود.

## شاخه زیتون

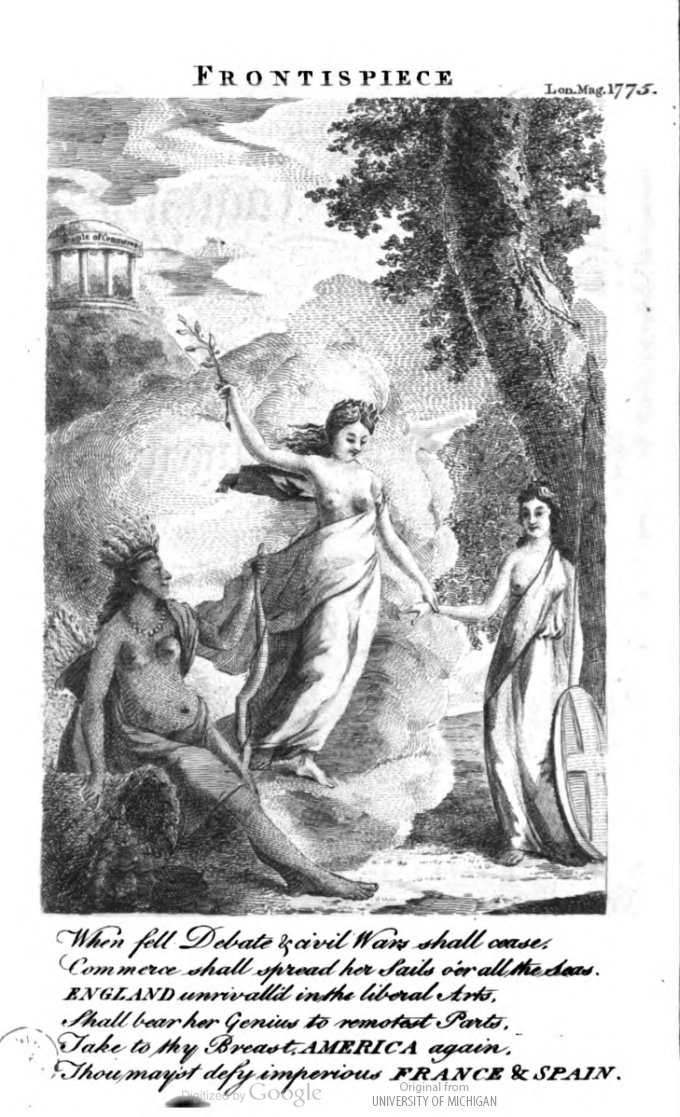
حکاکی از مجله لندن، ژانویه ۱۷۷۵، که الهه صلح را در حال آوردن شاخه زیتون به آمریکا و بریتانیا نشان می‌دهد.

استفاده از شاخه زیتون به عنوان نماد صلح در تمدن غرب حداقل به قرن پنجم قبل از میلاد یونان برمی گردد. یونانیان معتقد بودند شاخه زیتون نشان دهنده فراوانی است و ارواح شیطانی را از خود می‌راند. و یکی از صفات ایرنه، الهه صلح یونان بود. آیرین (که رومی‌ها او را پاکس می‌نامیدند) به همراه شاخته زیتون روی سکه‌های امپراتوری روم هم وجود دارد.
شاعران قرن هفدهم شاخه زیتون را با صلح مرتبط کردند. یک سکه طلای چارلز یکم در سال ۱۶۴۴ پادشاه را با شمشیر و شاخه زیتون نشان می‌دهد. در طول قرن هجدهم، سکه‌های انگلیسی الهه بریتانیا را با نیزه و شاخه زیتون نشان می‌دهند..
در نشان بزرگ ایالات متحده آمریکا (۱۷۸۲)، شاخه زیتون نشان دهنده صلح است، چارلز تامپسون، دبیر کنگره ای آن زمان دربارهٔ وجود زیتون توضیح می‌دهد که: «شاخه زیتون و برگ‌ها نشان دهنده قدرت صلح و جنگ است که منحصراً در اختیار کنگره است.»

## کبوتر و شاخه زیتون

### مسیحیت

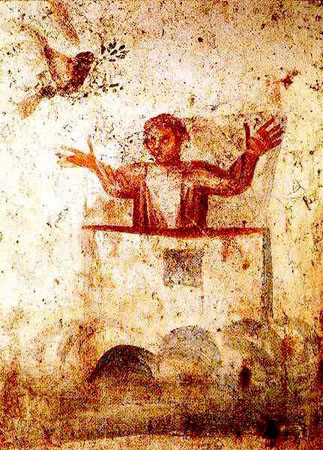
نقاشی دیواری از دخمه‌های اولیه مسیحی گوردخمه مارسلینوس و پیتر، که کبوتر و شاخه زیتون نشان می‌دهد.

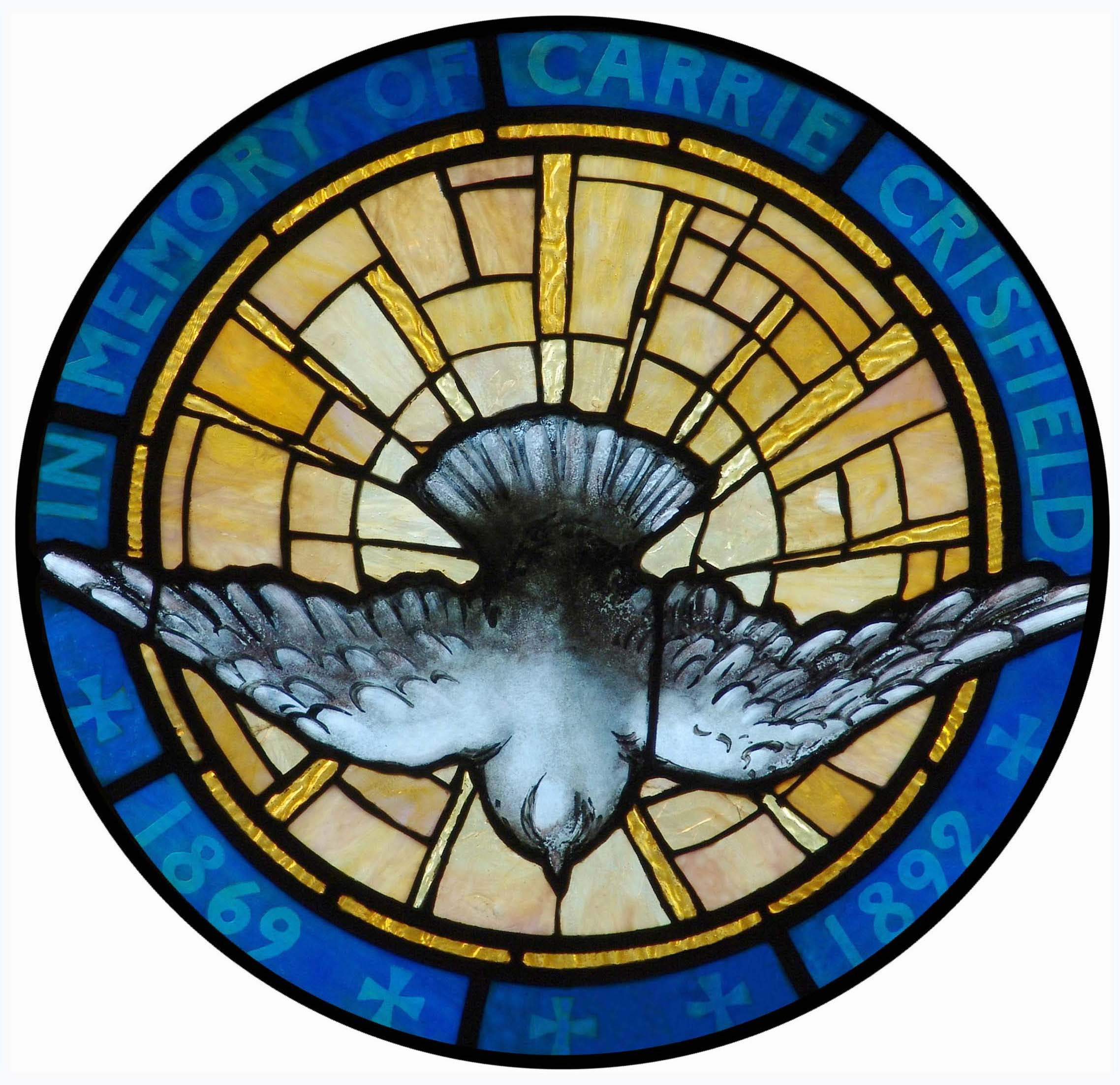
نزول روح القدس در تثلیث مسیحیت به عنوان کبوتر صلح در پنجره شیشه ای یادبود کلیسا به تصویر کشیده شده‌است.

استفاده از کبوتر به عنوان نماد صلح از مسیحیان اولیه سرچشمه گرفته که غسل تعمید را همراه با یک کبوتر، اغلب بر روی مقبره‌های خود انجام می‌دادند.
در ابتدا کبوتر نشان دهنده تجربه شخصی ذهنی صلح، آرامش روح بود، و در اولین هنر مسیحی با بازنمایی‌های غسل تعمید همراه بود. در پایان قرن دوم (به عنوان مثال در نوشته ترتولیان) همچنین نمایانگر صلح اجتماعی و سیاسی، «صلح بر ملت‌ها» بود و از قرن سوم در تصاویری از درگیری ظاهر شد، مانند نوح و کشتی، دانیال و شیرها، سه مرد جوان در کوره، و سوزانا و بزرگان.

### بازنمایی‌های سکولار
در اواسط قرن بیستم اثر چاپ سنگی پیکاسو به نام La Colombe که تصویری سنتی و واقع گرایانه از یک کبوتر، بدون شاخه زیتون نشان می‌داد، به عنوان نماد شورای جهانی صلح در پاریس در آوریل ۱۹۴۹ انتخاب شد. کبوتر به نماد جنبش صلح و آرمان‌های حزب کمونیست تبدیل شد و در تظاهرات کمونیستی آن دوره مورد استفاده قرار گرفت. در شورای جهانی صلح ۱۹۵۲ در برلین، کبوترِ پیکاسو در بنری در بالای صحنه به تصویر کشیده شد که پس از آن، نماد کبوتر به‌طور گسترده در جنبش صلح پس از جنگ استفاده شد.

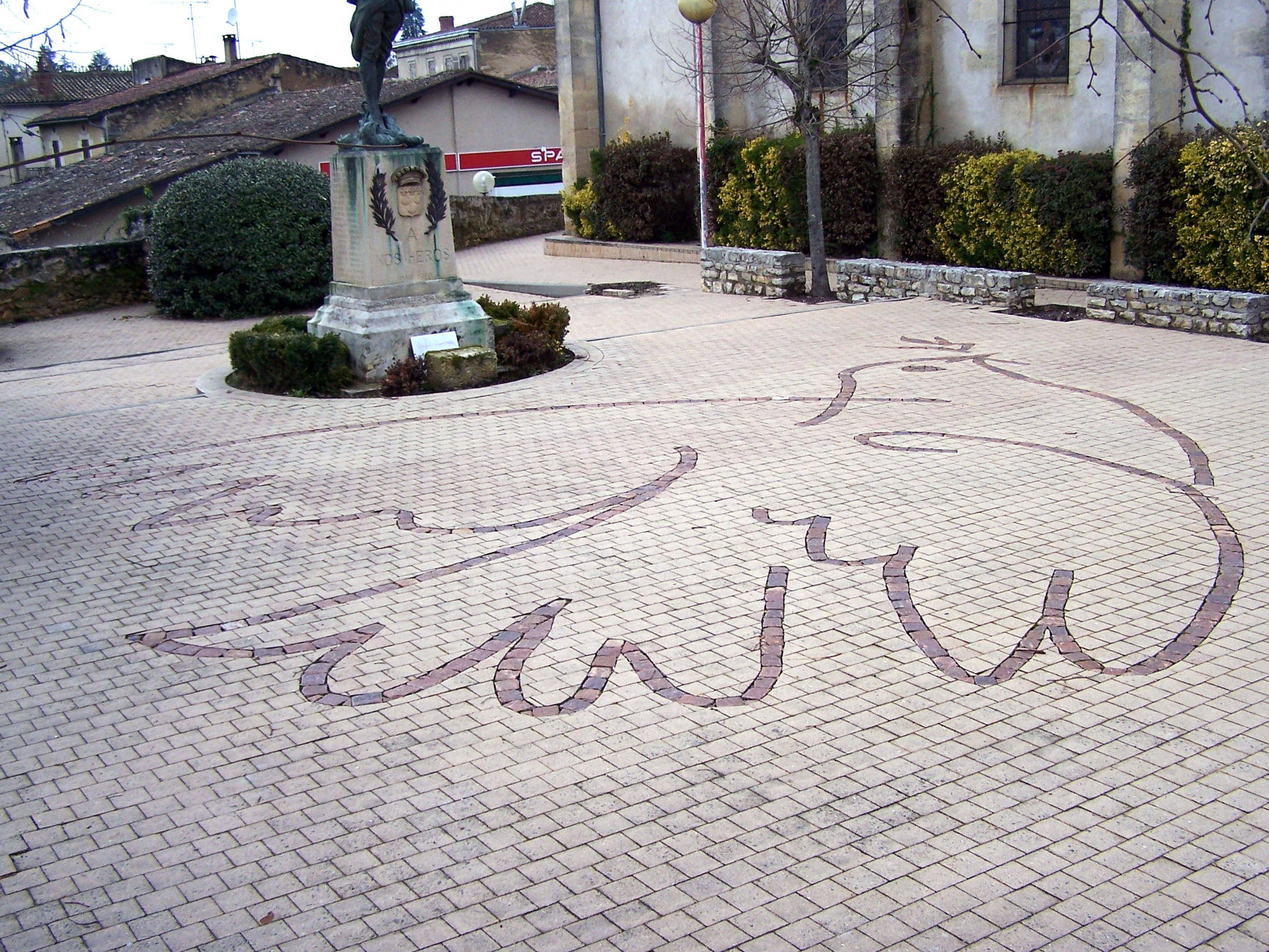
اقتباسی از اثر La Colombe پیکاسو

## اسلحه شکسته

اسلحه شکسته نماد سازمان مقاومت بین‌المللی دربرابر جنگ

نماد اسلحه شکسته توسط سازمان مقاومت بین‌المللی دربرابر جنگ و زیرمجموعه‌های به عنوان نماد صلح استفاده می‌شود.

## گل شقایق سفید
در سال ۱۹۳۳، در دوره ای که ترس گسترده‌ای از جنگ در اروپا وجود داشت، اتحادیه تعاونی زنان توزیع گل شقایق سفید را آغاز کرد. گل شقایق سفید به عنوان جایگزینی برای گل شقایق قرمزی که توسط لژیون سلطنتی بریتانیا به مناسبت یادبود سربازانی که در جنگ جهانی اول جان باختند، توزیع شد. در سال ۱۹۳۴، اتحادیه پیمان صلح (PPU)، که بزرگ‌ترین سازمان صلح بریتانیا در سال‌های بین جنگ بود، گل شقایق سفید و گذاشتن تاج گل شقایق سفید «به عنوان یک تعهد برای صلح که جنگ نباید دوباره تکرار شود» را شروع به توزیع کرد. در سال ۱۹۸۰، PPU این نماد را به عنوان راهی برای یادآوری قربانیان جنگ بدون ستایش از نظامی‌گری احیا کرد.

## پرچم صلح رریخ

نشان پیمان نیکلای رریخ یا معاهده حفاظت از موسسات هنری و علمی و بناهای تاریخی ۱۹۳۵

نیکلای رریخ هنرمند، فعال فرهنگی و فیلسوف روسی، جنبشی را برای حفاظت از آثار فرهنگی تأسیس کرد. نماد آن یک نشان قهوه ای به رنگ سفید بود که از سه دایره جامد در یک دایره تشکیل شده بود که از آن به عنوان نماد صلح نیز استفاده شده‌است. در سال ۱۹۳۵ پیمانی به ابتکار روریچ توسط ایالات متحده و کشورهای آمریکای لاتین امضا شد که در آن توافق کردند که «آثار تاریخی، موزه‌ها، مؤسسات علمی، هنری، آموزشی و فرهنگی» باید در زمان صلح و جنگ محافظت شوند.

## نماد صلح کنونی
این نماد اکنون به صورت گسترده در سطح بین‌المللی به عنوان «نماد صلح» یا «علامت صلح» یا به عنوان نماد خلع سلاح هسته ای یا نماد CND (کمپین خلع سلاح هسته ای) شناخته می‌شود. ریشه آن نمادی است که نشان دهنده تهدید نابودی هسته ای می‌باشد که در فعالیت‌های جنبش ضد هسته‌ای بریتانیا از سال ۱۹۵۸ استفاده شد. این نماد به‌طور گسترده در جنبش ضد جنگ آمریکا در دهه ۱۹۶۰ پذیرفته شد و دوباره به عنوان نماینده صلح جهانی تفسیر شد.

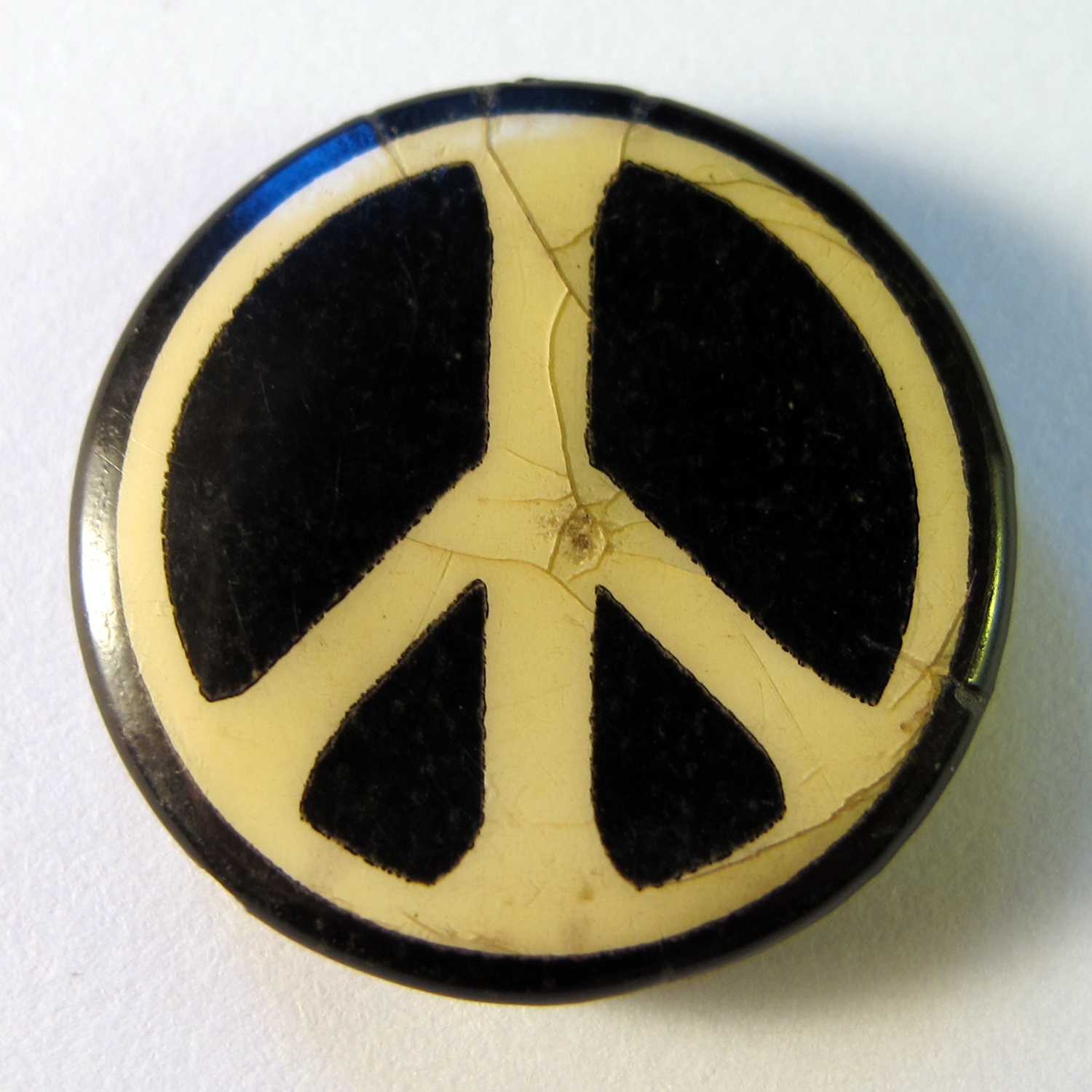
نشان کمپین برای خلع سلاح هسته ای (دهه ۱۹۶۰)
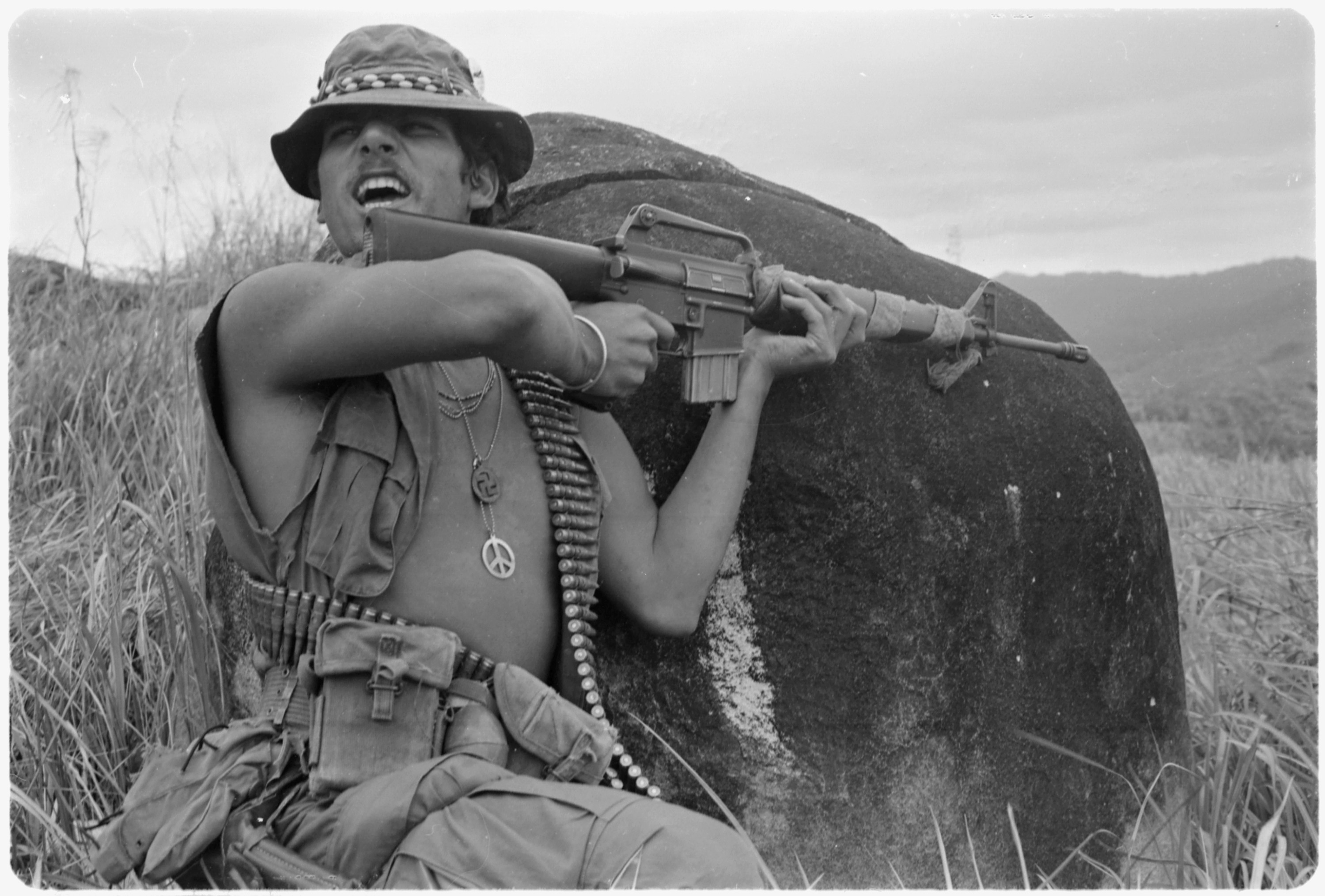
یک سرباز آمریکایی در جنگ ویتنام با پوشیدن آویز‌های مختلف، از جمله «نماد صلح» و سواستیکا بودایی (عکس ۱۹۷۱).
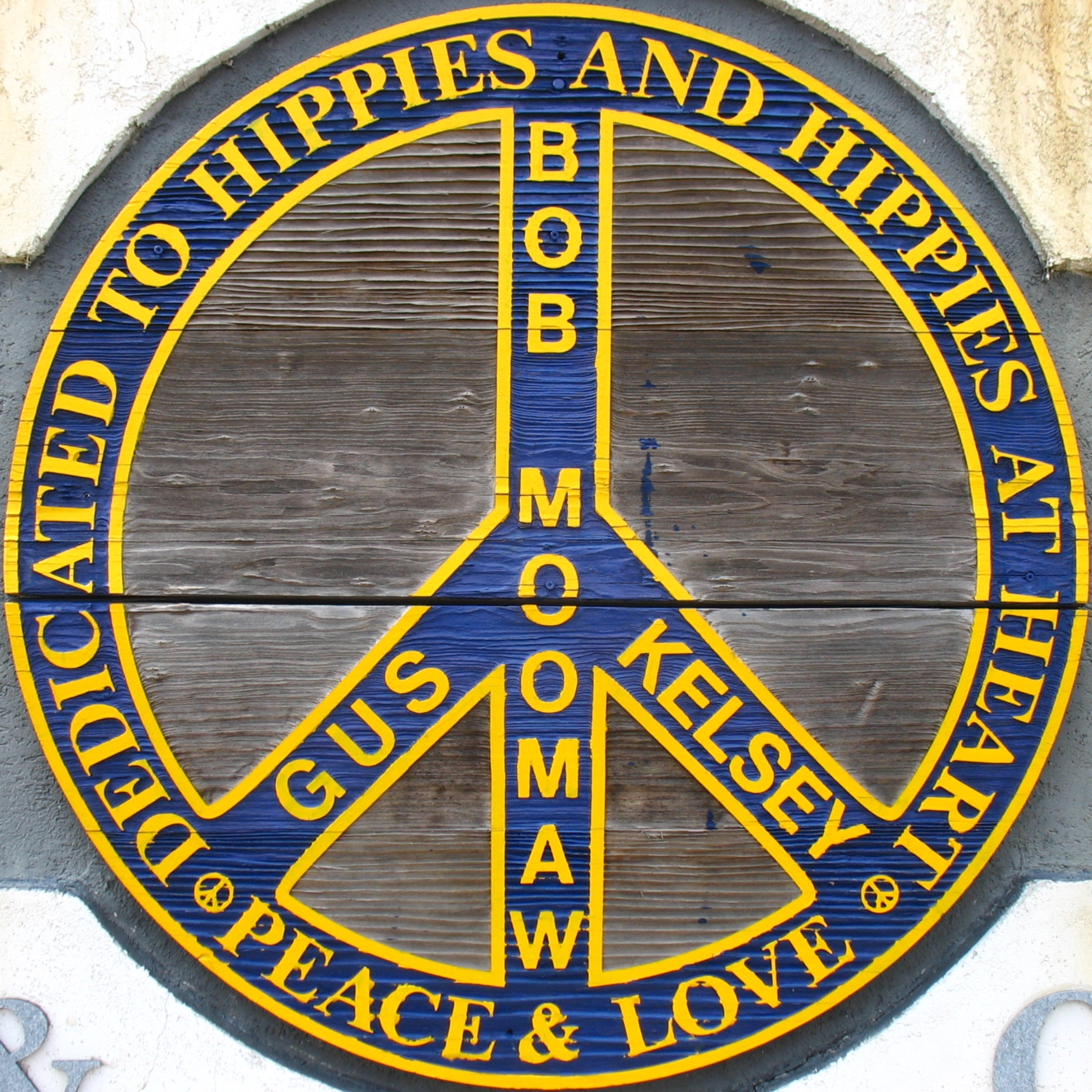
یک «نماد صلح» که بخشی از «یادبود هیپی» (۱۹۹۲) در آرکولا، ایلینوی، ایالات متحده است.

### بازتاب بین‌المللی

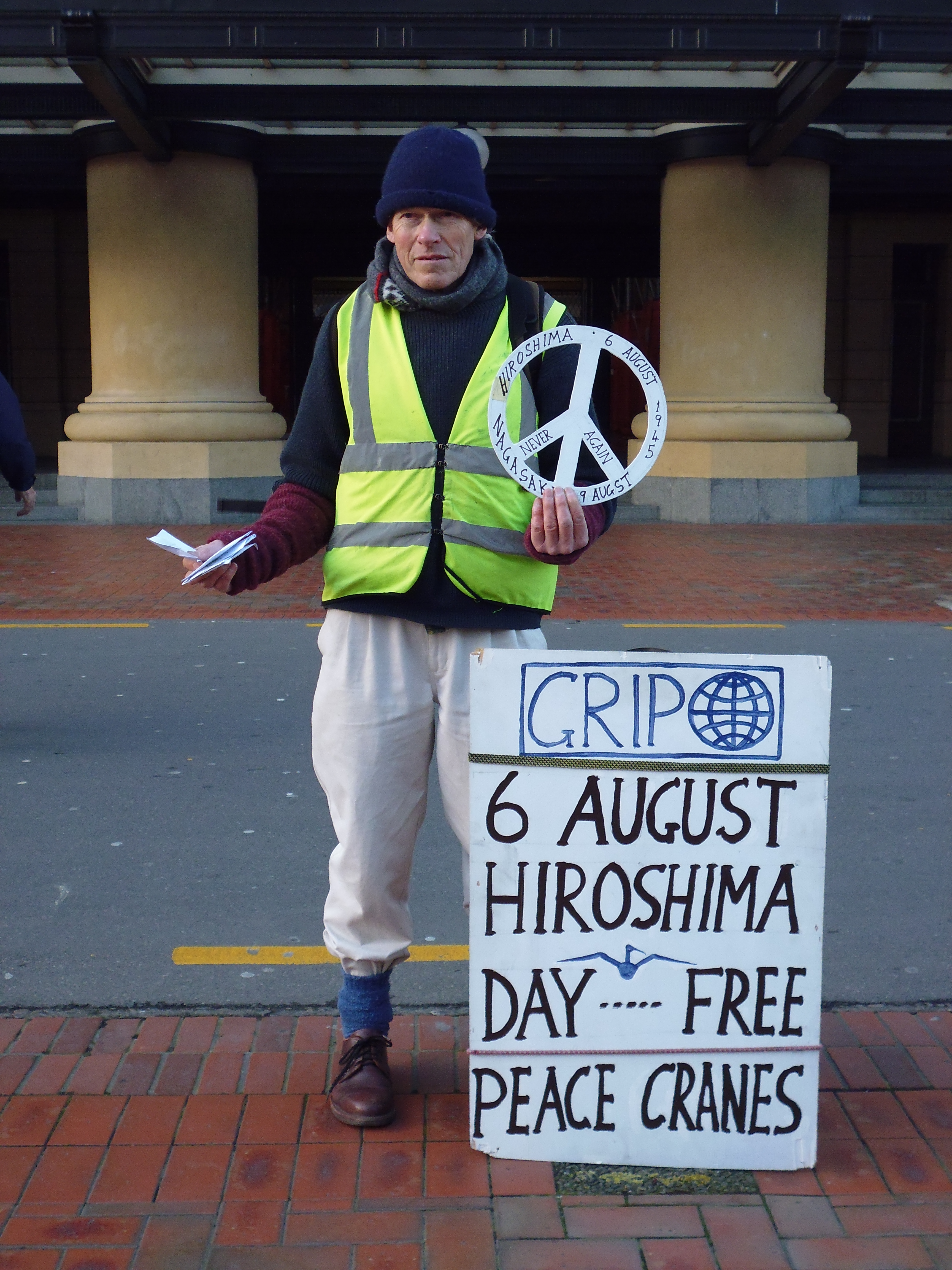
فعال خلع سلاح هسته ای در ولینگتون در حال توزیع درناهای صلح و در دست گرفتن نماد صلح به یاد بمباران اتمی هیروشیما و ناگاساکی (۶ اوت ۲۰۱۴)).

این نماد که دارای حق چاپ، علامت تجاری یا محدود نبود، فراتر از CND گسترش یافت و توسط جنبش‌های گسترده‌تر خلع سلاح و ضد جنگ پذیرفته شد. در سال ۱۹۵۸ یک معترض صلح‌طلب به نام آلبرت بیگلو، با یک قایق کوچک مجهز به پرچم CND در مجاورت یک آزمایش هسته‌ای در حال حرکت بود که پس از آن همین نماد به‌طور گسترده در ایالات متحده مشهور شد.
در سال ۱۹۷۳، دولت وقت آفریقای جنوبی سعی کرد استفاده از این نماد را توسط مخالفان آپارتاید ممنوع کند.

## نماد V
نماد V (U+270C ✌ دست پیروزی در یونی‌کد) یک حرکت دست است که برای نشان دادن پیروزی در طول جنگ جهانی دوم استفاده شده بود. در طول دهه ۱۹۶۰ در ایالات متحده، فعالان ضد جنگ ویتنام و پس از آن در اعتراضات ضد جنگ، این ژست را به عنوان نشانه ای از صلح اتخاذ کردند.

## درنای کاغذی

نماد صلح ژاپنی

درنا، نماد سنتی شانس در ژاپن، با داستان ساداکو ساساکی (۱۹۴۳–۱۹۵۵) از کتاب ساداکو و هزار درنای کاغذی رایج شد، دختری که در نتیجه انفجار بمب هسته‌ای بر فراز هیروشیما در سال ۱۹۴۵ جان خود را از دست داد. در آخرین مراحل بیماری، ساساکی شروع به تا کردن درناهای کاغذی کرد زیرا شنیده بود کسی که هزار درنا را تا کند آرزو اش برآورده می‌شود. این موضوع در ذهن مردم ژاپن بسیار تأثیر گذاشت. در نتیجه، در هر ۶ آگوست، که یک روز صلح سالانه برای مردم سراسر ژاپن است که به یاد او درنا کاغذی درست می‌کنند.

## زنگ صلح ژاپنی

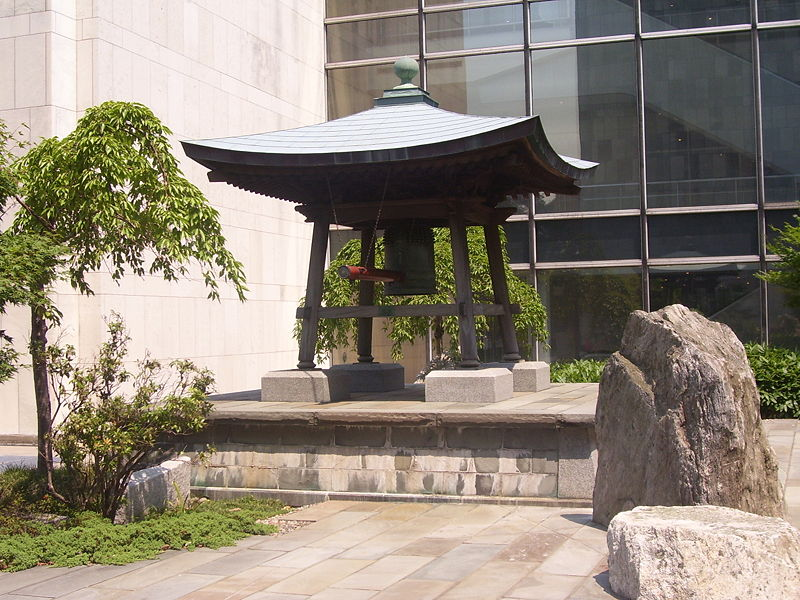
زنگ صلح ژاپنی

زنگ صلح ژاپنی نماد صلح سازمان ملل است. در ۲۴ نوامبر ۱۹۵۲، این زنگ هدیه رسمی مردم ژاپن به سازمان ملل متحد در ۸ ژوئن ۱۹۵۴ بود.